# Ройал-Танбридж-Уэлс
Роял-Танбридж-Уэллс, Ройал-Тонбридж-Уэлс (англ. Royal Tunbridge Wells) — город на юго-востоке Англии в графстве Кент, в 50 км юго-восточнее Лондона. Административный центр района Танбридж-Уэллс. Известный в Англии со времён Реставрации спа-курорт.

## Население
Население — 59 947 человек (2016). 

## Известные уроженцы, жители
Гертруда М. Леинг (1905 — 2005) — канадская учёная и активистка.

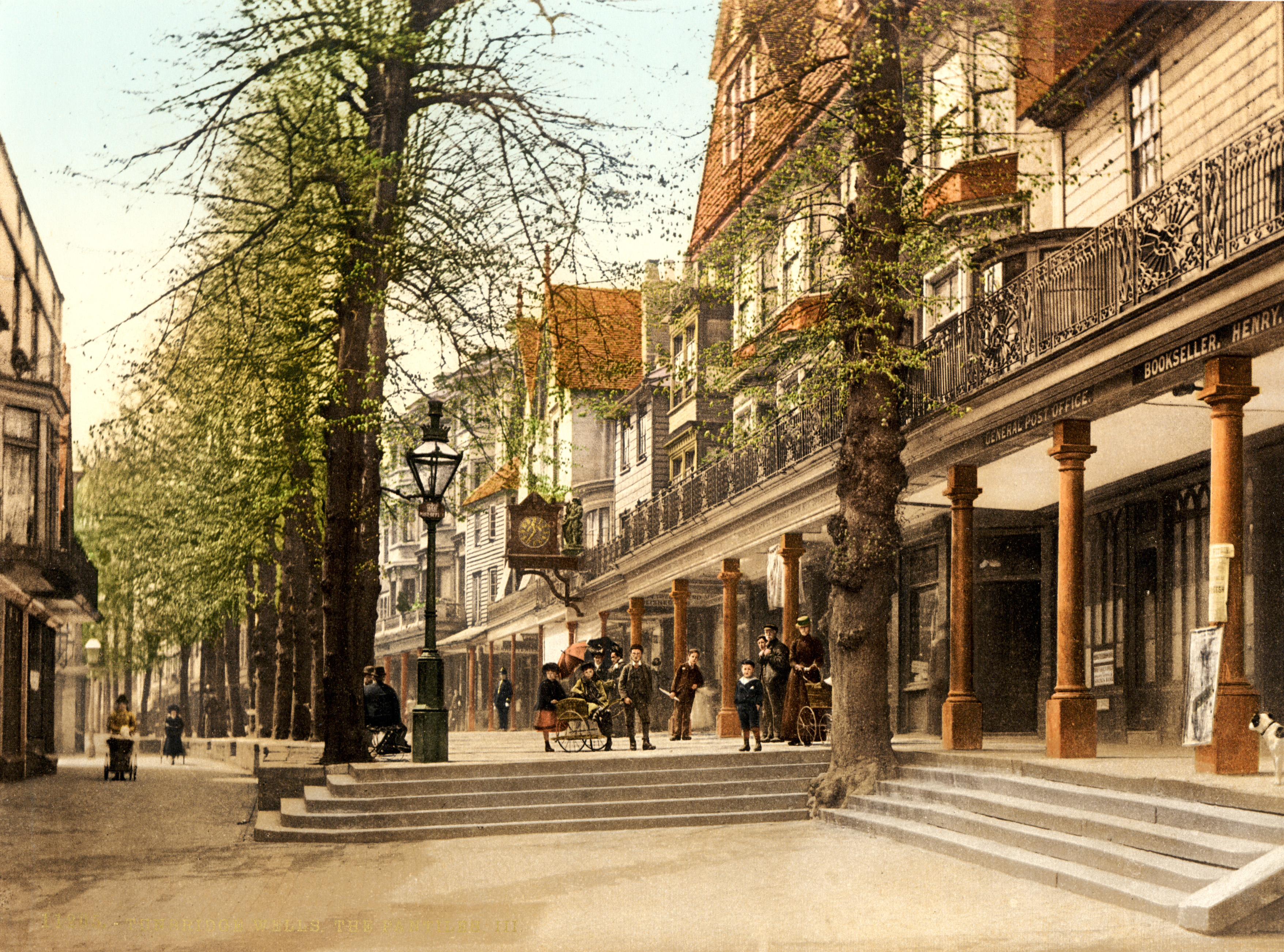
Исторический центр города в 1895 году